# Takato Nakai
Takato Nakai (japanisch 中井 崇仁 Nakai Takato; * 8. April 1999 in der Präfektur Chiba) ist ein japanischer Fußballspieler.

## Karriere
Takato Nakai erlernte das Fußballspielen in der Schulmannschaft der Shoshi High School sowie in der Universitätsmannschaft der Hōsei-Universität. Seinen ersten Vertrag unterschrieb er am 1. Februar 2022 beim Fujieda MYFC. Der Verein aus Fujieda, einer Stadt in der Präfektur Shizuoka, spielt in der dritten japanischen Liga. Sein Drittligadebüt gab Takato Nakai am 12. März 2022 (1. Spieltag) im Heimspiel gegen Gainare Tottori. Hier wurde er in der 75. Minute für Ryōta Iwabuchi eingewechselt. Fujieda MYFC gewann das Spiel 3:0. Am Ende der Saison 2022 feierte er mit dem Verein die Vizemeisterschaft und den Aufstieg in die zweite Liga. Mitte August 2023 wechselte er bis Saisonende zum Viertligisten Verspah Ōita. Hier bestritt er neun Ligaspiele. Nach der Ausleihe wurde er von dem Verein aus Yufu im Februar 2024 fest unter Vertrag genommen. Im Januar 2025 wechselte er zum Viertligaaufsteiger Asuka FC.

## Erfolge
Fujieda MYFC
- Japanischer Drittligavizemeister: 2022  ▲